# Bordesley Green
Bordesley Green – dzielnica miasta Birmingham, w Anglii, w West Midlands, w dystrykcie Birmingham. Leży 4,8 km od centrum miasta Birmingham i 160,9 km od Londynu. W 2011 roku dzielnica liczyła 33 937 mieszkańców.